# パレオ・エスキモー
パレオ・エスキモー（Paleo-Eskimo）は、トゥーレ人（イヌイット）以前に、現在のロシアのチュクチ（チェルトフ・オヴラグなど）から北アメリカを越えてグリーンランドまで、北極圏に住んでいた人々である。知られている最古のパレオ･エスキモー文化は紀元前2500年までに成立したが、ほとんどの地域で徐々に置き換えられ、最後の文化であるドーセット文化は紀元後1500年頃に姿を消した。
パレオ・エスキモーのグループには、プレ・ドーセット人が含まれていた。グリーンランドのサカク文化人（紀元前2500年から紀元後800年）もその一つである。ドーセット文化は、現代のイヌイットの祖先であるトゥーレ人が現在のアラスカから東に移動する前の、北極圏で最後の主要なパレオ・エスキモー文化であった。 

## 遺伝子
2014年8月にScienceで発表された遺伝学的研究では、多数のパレオ・エスキモーとトゥーレ人の遺体が調査分析された。 パレオ・エスキモーは主にミトコンドリアDNAハプログループDに属していたが、トゥーレ人は主にハプログループAに属していた。これは、パレオ・エスキモーの祖先がシベリアから北アメリカに明確な移動で移住し、紀元前4000年以降、彼らは遺伝的に殆ど孤立したままだったことを示唆している。
Y染色体はイヌイットと同じハプログループQ (Y染色体)であったが、パレオ・エスキモー（サカク人）はQ-MEH2*（シベリアのコリヤーク人に見られる型）であり、イヌイットで高頻度なQ-NWT01とは異なるタイプである。
西暦1300年までに、パレオ・エスキモーは、シベリアのバーナーク文化の人々の子孫であるトゥーレ人（本物のエスキモー）に完全に取って代わられた。